# 米科拉伊夫卡 (馬丘基市鎮)
49°33′49″N 34°19′14″E / 49.56361°N 34.32056°E
米科拉伊夫卡（烏克蘭語：Миколаївка），是烏克蘭的村落，位於該國中部波爾塔瓦州，由波爾塔瓦區的馬丘希市鎮負責管轄，分別距離科萬奇克0.5公里和瓦西基1.5公里，海拔高度138米，2001年人口55。